# Szelejewo (województwo wielkopolskie)
Szelejewo – osada w Polsce położona w województwie wielkopolskim, w powiecie gostyńskim, w gminie Piaski.
W Szelejewie urodził się Marcin Wielgosz (1894–1976), kawaler Orderu Virtuti Militari.
Zobacz też: Szelejewo, Szelejewo Drugie, Szelejewo Pierwsze